# Geoemyda spengleri
La tartaruga foglia vietnamita (Geoemyda spengleri Gmelin, 1789) è una rara specie di tartaruga della famiglia dei Geoemididi.

## Descrizione
G. spengleri è la specie più piccola della famiglia Geoemydidae, con una lunghezza massima del guscio inferiore a 110 mm. Il carapace è allungato e appiattito, dotato di tre evidenti carene e di un margine posteriore fortemente dentato; la colorazione di fondo è molto variabile (arancio, rosso scuro o verde-oliva) con un pattern di linee o cunei neri (di rado raggi o macchie irregolari) che si sviluppa lungo le carene. Il piastrone è largo e allungato, intaccato anteriormente e posteriormente; gli scuti del piastrone sono scuri (neri o marroni), con una netta bordatura gialla o bianca-avorio sul margine esterno. La variabile colorazione di fondo del collo e della testa (grigio scuro, marrone-oliva o grigio-violaceo) tende a scurirsi sull'apice e sulla parte superiore del capo. Un pattern di sottili strisce e/o chiazze gialle, bianche o arancio decora il collo e le regioni temporali del capo di femmine e immaturi, mentre i maschi adulti ne sono privi. In ogni caso i maschi possono essere distinti dalle femmine per la coda più lunga e spessa, il piastrone concavo e l'iride bianca o grigia (nelle femmine è gialla o rossastra). Le informazioni riguardanti la biologia di questa specie sono ricavate dagli esemplari allevati in cattività. È noto che G. spengleri si nutra prevalentemente di invertebrati e carne, occasionalmente di frutta e vegetali; le femmine depongono un uovo per nido (massimo 3 per stagione) che viene lasciato ad incubare per oltre 2 mesi.

## Distribuzione e habitat
La tartaruga foglia vietnamita è distribuita nelle province della Cina sud-orientale (Guangdong, Guangxi, Hunan, Jiangxi), nell'isola di Hainan e nel Vietnam settentrionale. I record per la Cambogia e il Laos sono dubbi. L'habitat è rappresentato dalle foreste primarie montane, umide e ricche di ruscelli. È una specie prevalentemente terrestre, sebbene non disdegni di entrare in acqua.

## Conservazione
Le esportazioni di individui vivi per fini terraristici e la vendita come alimento nei mercati locali sembrano essere le cause principali del declino di alcune popolazioni. La tendenza generale tuttavia è, ad oggi, sconosciuta.